# Nogometni klub HAŠK 1903
Il Nogometni klub Hrvatski akademski športski klub 1903, in italiano Club calcistico "Club sportivo accademico croato" 1903), noto come HAŠK, è una società calcistica croata con sede a Zagabria.

## Nomi
- 1953: TPK (Tvornice parnih kotlova)
- 1991: Peščenica
- 1993: HAŠK 1903
- 2006: Naftaš HAŠK
- 2008: HAŠK 1903

## Storia
La storia del HAŠK Zagabria, club nato nel 1903, era stata interrotta su disposizione delle autorità comuniste nel 1945, con la confisca di tutti i beni mobili ed immobili. Su disposizione dell'autorità, il successore del club era il Hrvatsko akademsko športsko društvo Mladost, una polisportiva che non aveva una sezione calcistica, decretando così la fine del HAŠK.
I membri del club continuano ad operare illegalmente, e nel 1953 fondano il TPK, una squadra aziendale di una fabbrica di caldaie a vapore. Il più grande successo è la vittoria del campionato della zona di Zagabria 1977-78 e la partecipazione alle qualificazioni per il campionato nazionale e la vittoria della coppa della regione di Zagabria nel 1983. Il 23 novembre 1990 il club può rivendicare la discendenza dal vecchio HAŠK e nel 1991 cambia il nome in Peščenica. Nel 1993, in occasione del 90º anniversario del vecchio club, prende il nome HAŠK 1903, che si riferisce alla tradizione del più antico club di Zagabria.

Nel 2006 si fonde con il NK Naftaš Ivanić, ne acquisisce il titolo sportivo in Druga HNL e cambia il nome in NK Naftaš HAŠK. Ma un anno dopo, a causa di un malinteso e dell'impossibilità della segreteria di concedere la licenza al NK Naftaš HAŠK, il club viene escluso dalla seconda divisione.
Il club riparte dalla terza divisione e riprende il nome NK HAŠK 1903.
Nella sola stagione 2006-07, parallelamente al Naftaš HAŠK, un altro HAŠK ha partecipato alla 1. Zagrebačka liga (quinta divisione).

## Strutture

### Stadio
Il NK HAŠK 1903 disputa le gare interne allo ŠRC Peščenica, un impianto dalla capienza di 3000 posti, le dimensioni del campo sono 100 x 64 metri. Vi è anche un campo in erba artificiale, oltre a 3 campi per la scuola calcio, uno spazio per l'allenamento dei portieri con un totale di 4000 metri quadrati di terreno in erba artificiale, che consente un lavoro ininterrotto in inverno ed in caso di pioggia.

## Giocatori
- Vedran Ješe
- Dario Zahora

## Palmarès

### Competizioni regionali
- Kup ZNS-a (coppa della federazione di Zagabria) : 2

1984, 2015

### Competizioni giovanili
- Kup Hrvatske u nogometu za juniore: 1

2001-02